# 攝末社

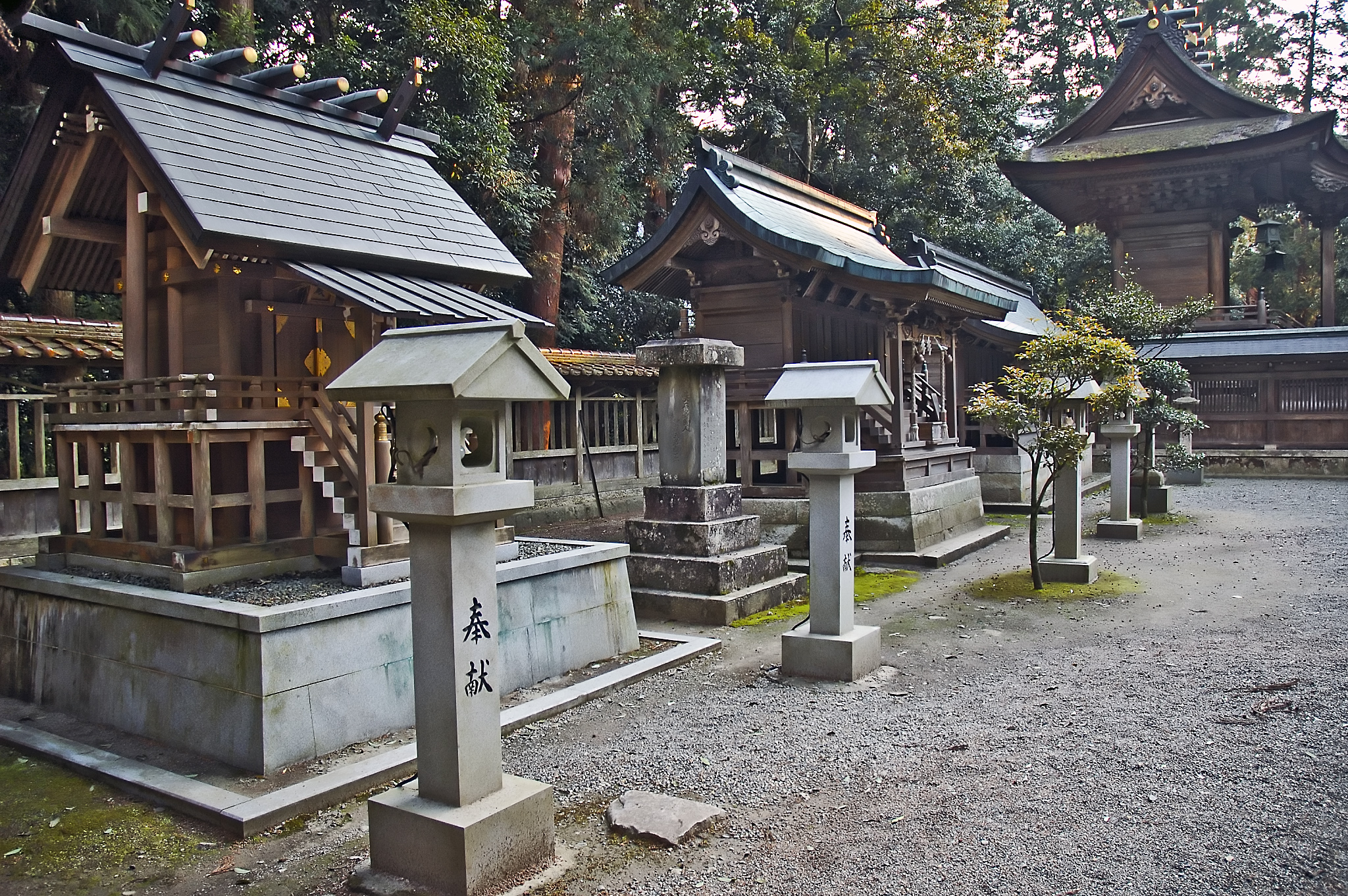
兵庫縣伊和神社的攝社。

攝末社是日本神道教的一种宗教场所，指在神社的本社之外而受到該神社管理之小型神社——攝社（摂社，せっしゃ）與末社（末社，まっしゃ）的合稱。也可以被稱為枝宮（枝宮，えだみや）或枝社（枝社，えだやしろ）。

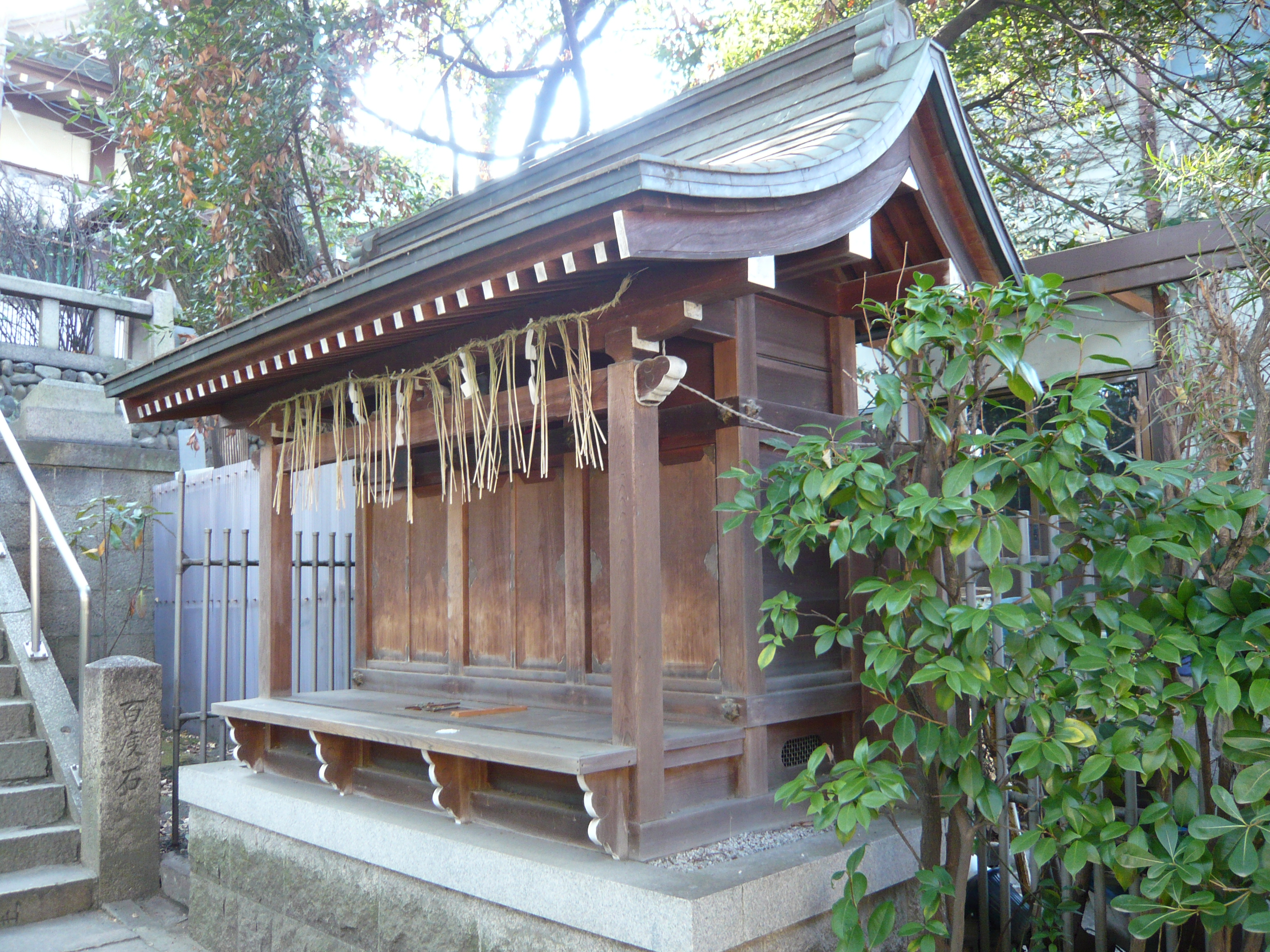
大阪三光神社的末社。

## 概要
現在並沒有制定與攝末社相關的規定。而一般來說，所謂的攝社是祭祀與本社所祭祀之神有深厚關係的神的神社，而所謂的末社則是祭祀沒有深厚關係的其他神之神社，至於其等級則是依本社、攝社、末社的順序由上至下排列。而如果攝社是在本社的境內的話，則稱之為境內攝社(境内摂社，けいだいせっしゃ)或境內社，而在境外有獨立的用地的話，則稱為境外攝社（境外摂社，けいがいせっしゃ）。
在明治時代到二次大戰之前使用的社格制度中，規定官國幣社的攝社必須符合以下任一個條件，除此之外的便被視為末社。
- 祭祀本社的祭神之后神、御子神等有著系譜關聯的神的神社。
- 祭祀本社的祭神之荒魂的神社。
- 祭祀本社的地主神（本社祭神遷居現在土地之前於當地被祭祀的神）的神社。
- 有著其他特別的理由的神社。

就伊勢神宮的情況，他們以「有被記載在延喜式神名帳上的東西」（即指式内社）稱呼攝社，而以「有被記載在延暦儀式帳上的東西」稱呼末社。而就府縣社以下的民社來說，則使用境內神社、境外神社的稱呼。

## 誤用、衍生義
歷史上有將與總本社（總本宮）相對的分社被稱做末社的例子，而這是由於從佛教寺院的末寺得來的類推以及對神社的性質不理解（即跟寺院搞混了）所造成的誤用。在過去曾存在著與佛教的末寺情形相同，彼此間具有支配與被支配關係的神社，然而到了近代以後，所有的神社都變成了獨立的組織，故原則上神社之間已經沒有本末之分的支配關係（但還是有例外）。至於在近代前，處於被支配地位的神社是否有被稱為「末社」的例子則尚未得知（八幡信仰倒是有稱作別宮的例子）。
而由於末社是「圍繞著大神(大神を取り巻く)」的建築，因而衍生出可以指幫間這種「圍繞、逢迎著大恩客(大尽を取り巻く)」之人的說法。

## 圖片

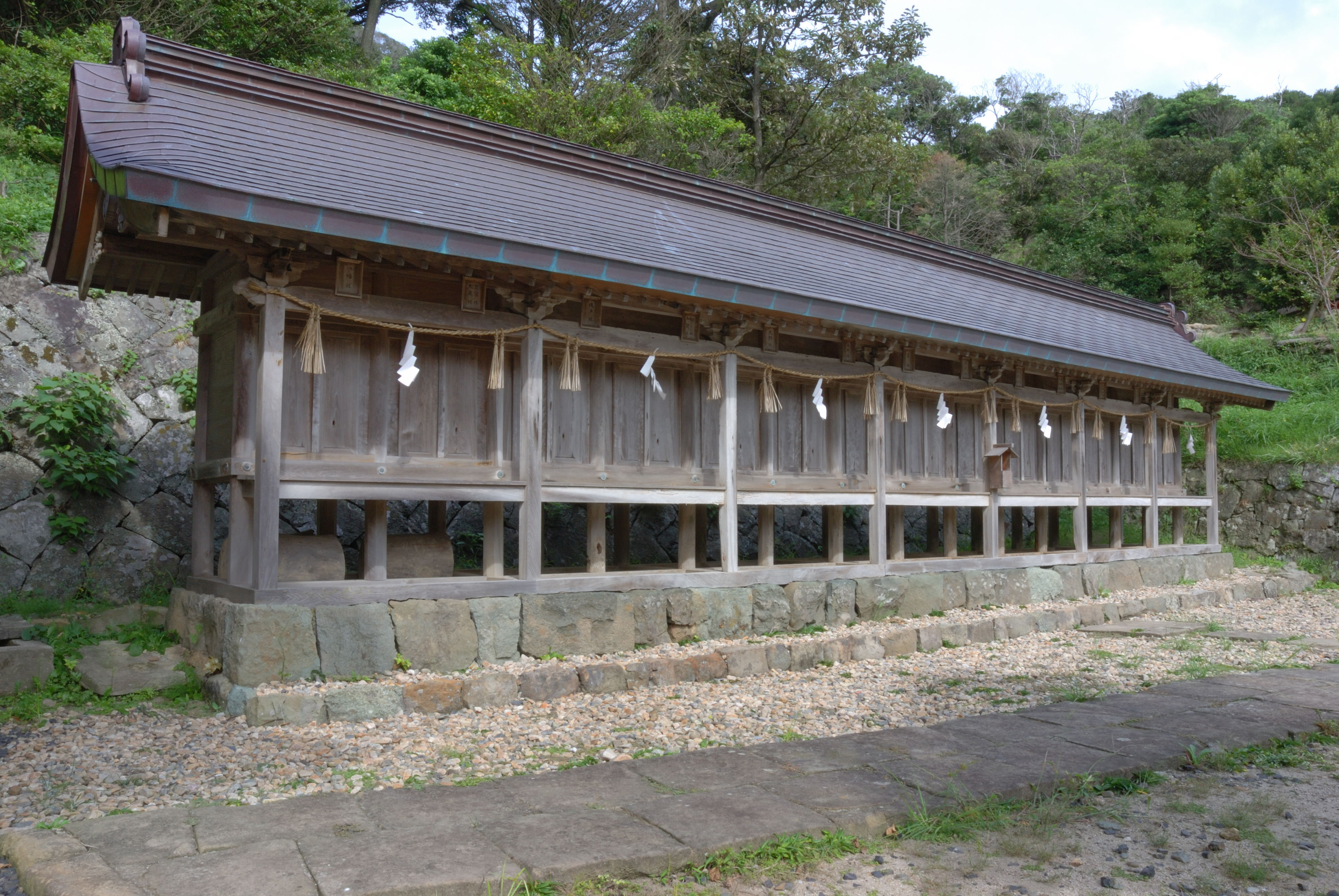
大型攝社
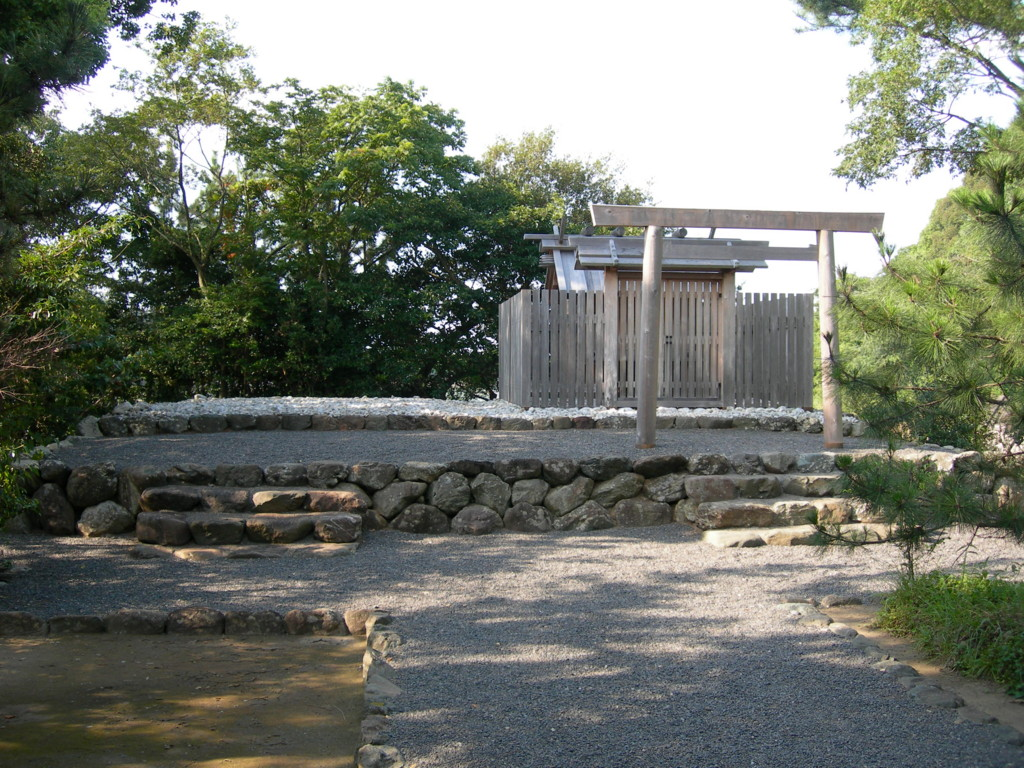
伊勢神宮的一間末社
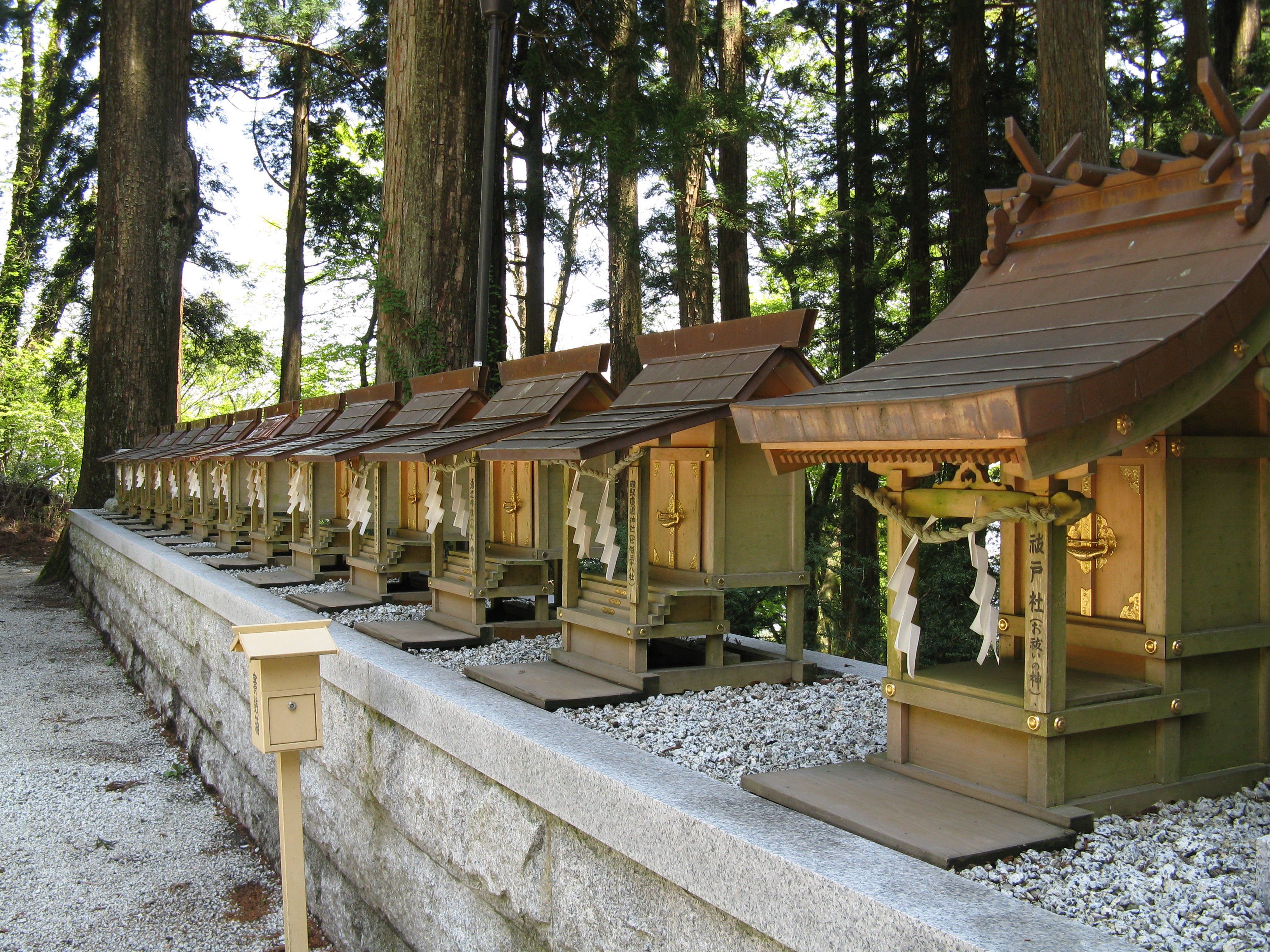
一排末社
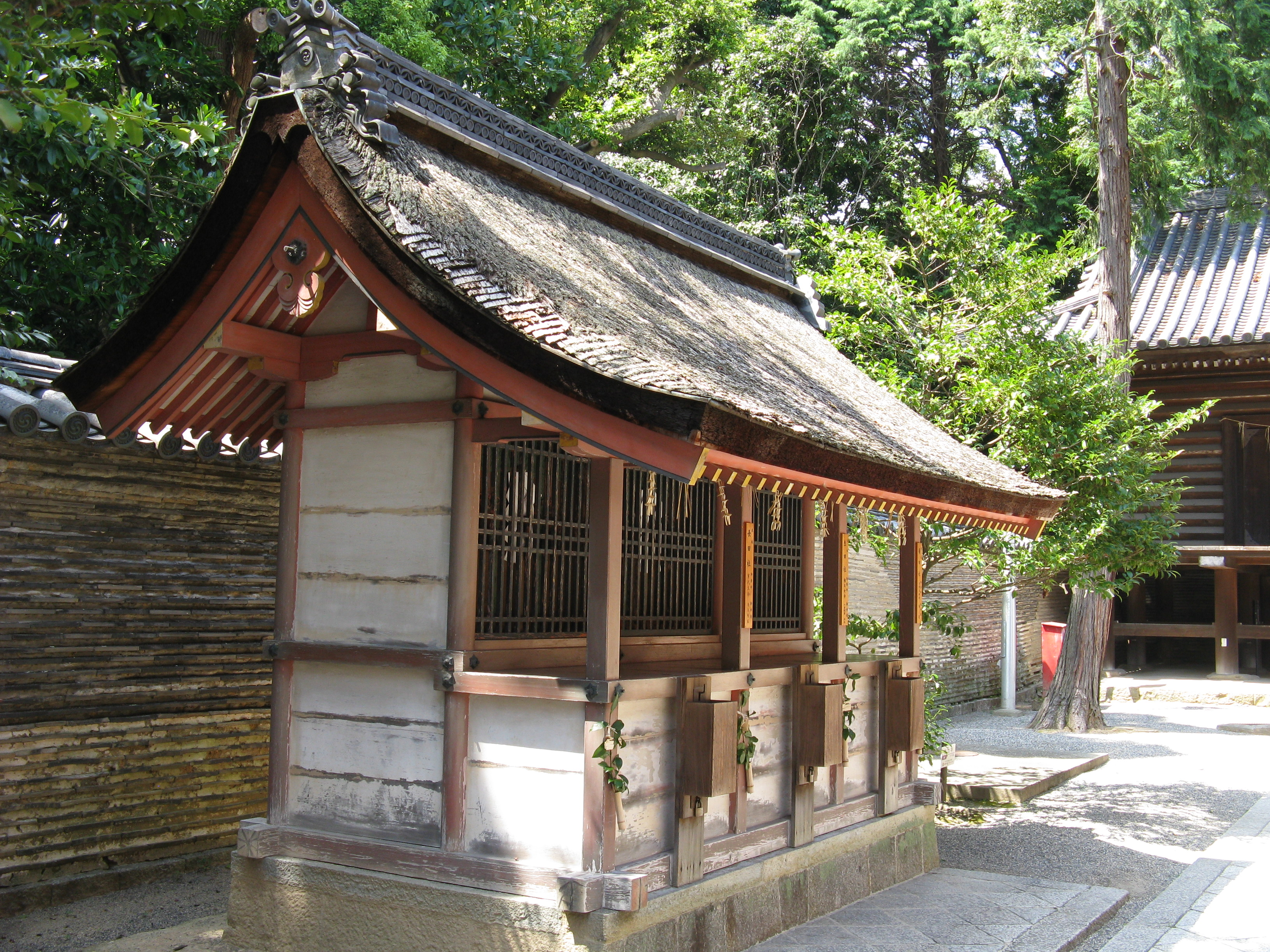
一間「平入式」攝社
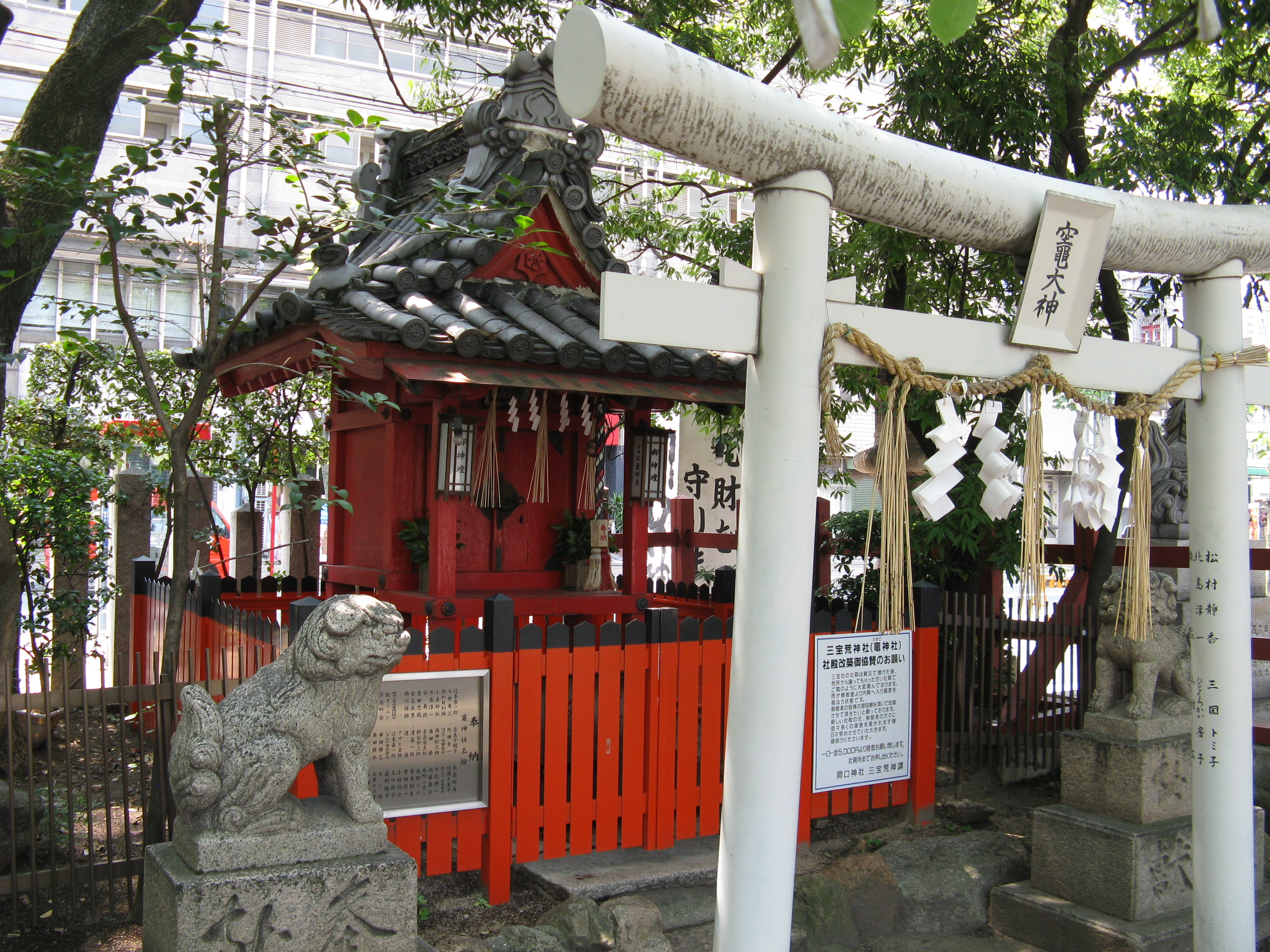
一間「妻入式」攝社